# 歐文鎮區 (伊利諾伊州蒙哥馬利縣)
歐文鎮區（英語：Irving Township）是位於美國伊利諾伊州蒙哥馬利縣的一個行政鎮區。

## 地方資料
根據2010年美國人口普查的數據，歐文鎮區的面積為92.50平方千米，當中陸地面積為88.80平方千米，而水域面積為3.70平方千米。當地共有人口5515人，而人口密度為每平方千米59.62人。